# Antônio José da Costa Junior
Antônio José da Costa Junior (Campo Belo, 21 de novembro de 1843 — 7 de abril de 1919) foi um político brasileiro. Exerceu o mandato de deputado federal constituinte por São Paulo em 1891.